# Kutsuna Kyoji
Kyoji Kutsuna (sinh ngày 20 tháng 8 năm 1997) là một cầu thủ bóng đá người Nhật Bản.

## Sự nghiệp câu lạc bộ
Kyoji Kutsuna đã từng chơi cho Ehime FC.